# Autorità unitaria
Una Autorità unitaria o Unitary Authority è un tipo di autorità locale - presente nel Regno Unito, ma in generale anche nei paesi anglosassoni e in altri Stati - che ha un solo consiglio ed è responsabile per tutte le funzioni del governo locale in una particolare area. Questo è l'opposto di un sistema a due livelli in cui le funzioni del governo locale sono divise tra due diverse autorità.
Tipicamente le Autorità unitarie coprono grandi città (o cities), grandi abbastanza per essere rese autonome dalle contee cerimoniali in cui sono nominalmente incluse. Talvolta esse consistono in contee che non hanno un più basso livello amministrativo.

## Regno Unito
Le autorità unitarie dell'Inghilterra sono una forma di governo locale introdotte dal Local Government Act del 1992

## Nel mondo
Istituzioni simili esistono anche in altre nazioni che subiscono o hanno subito l'influenza inglese, e, anche se possono essere chiamate con altri nomi, sono simili come concetto alle Autorità Unitarie.

### Austria
In Austria la capitale, la città di Vienna, costituisce sia un comune che un Land, e ne assomma i poteri.

### Bulgaria
In Bulgaria la capitale, la città di Sofia, costituisce sia un comune che un distretto, e ne assomma i poteri.

### Canada
Più comunemente note come single-tier municipality o municipalità a singolo livello, in Canada esse esistono come un governo in una provincia che altrimenti avrebbe un governo locale a doppio livello. Queste non sono municipalità in province che non hanno un più alto livello di governo locale, dato che queste sono l'unico livello di governo locale in quella provincia.
Una struttura di una municipalità a singolo livello è variabile, funzioni senza un governo di livello superiore, ad alcune funzioni come le contee o regional municipality o municipalità regionali con ulteriori sottodivisioni. La maggior parte delle municipalità a singolo livello sono localizzate in Ontario.

### Croazia
In Croazia la capitale, la città di Zagabria, costituisce sia un comune che una contea, e ne assomma i poteri.

### Nuova Zelanda
In Nuova Zelanda l'Autorità Unitaria è detta Territorial Authorities of New Zealand o Unità Territoriale (distretto o città) che svolge la funzione di un consiglio regionale. La Nuova Zelanda ha cinque autorità unitarie: il distretto di Gisborne, la città di Nelson, i distretti di Tasman e Marlborough, e la regione di Auckland. Il consiglio delle Isole Chatham non è usualmente considerato come autorità unitaria, sebbene funga da consiglio regionale per gli scopi della Legge per la Gestione delle Risorse (il Resource Management Act).

### Romania
In Romania la capitale, la città di Bucarest, costituisce sia un comune che un distretto, e ne assomma i poteri.

### Stati Uniti d'America
Negli Stati Uniti l'Independent City (letteralmente città indipendente) è grossolanamente equivalente ad un'autorità unitaria. La città può essere separata da ogni governo di contea, come in Virginia o nel caso di Baltimora, o unito ad un governo di contea, come in Florida. In Pennsylvania la città di Filadelfia costituisce sia un comune che una contea, e ne assomma i poteri. In California la città di San Francisco costituisce sia un comune che una contea, e ne assomma i poteri. Nel Maryland e in Virginia si ha un caso opposto: la contea di Howard e la contea di Arlington non sono divise in comuni. In Alaska è raro un governo a doppio livello (municipalità-contea). Ad Anchorage, Juneau e Sitka i governi della città sono uniti ai loro rispettivi borough o distretti. In molte altre aree il solo governo locale costituisce il distretto (una vera e propria autorità unitaria), ed in alcune aree scarsamente popolate non è presente alcun tipo di governo locale.